# 부티르카 감옥

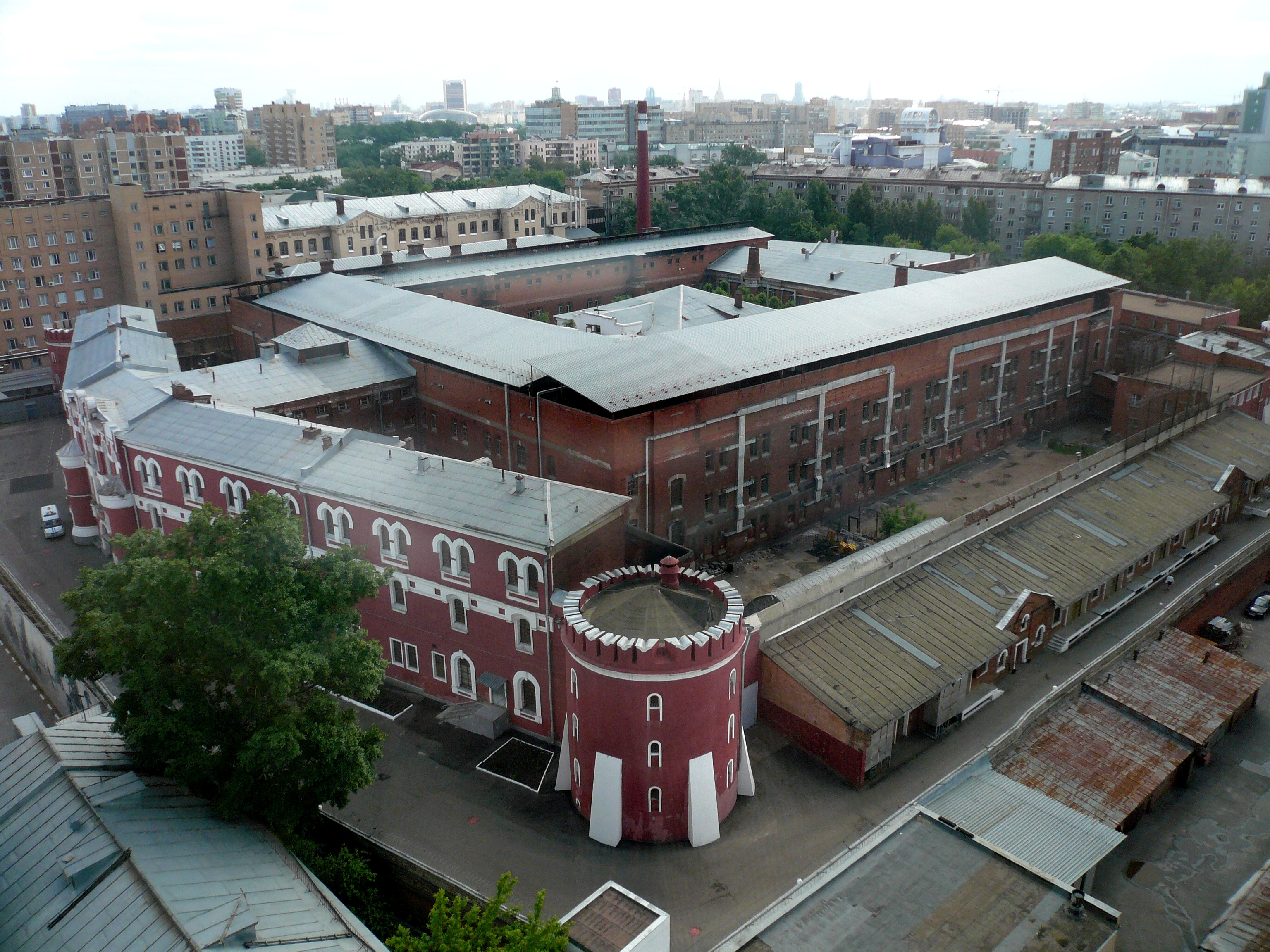

부티르카 감옥(Butyrka 감옥)은 러시아 모스크바 중부 트베르스코이 지역에 있는 감옥이다. 러시아 제국에서는 중앙 통과 감옥으로 사용되었다. 미결수를 많이 구금하고 있으며 정치범을 많이 구금하는 것으로 유명하다.
소련 시대(1917~1991)에는 많은 정치범이 수감되었다. 2022년 기준 부티르카(Butyrka)는 모스크바의 구금 교도소 중 가장 큰 규모로 남아 있다. 과밀화가 현재 지속되고 있는 문제이다.